# Mareograf

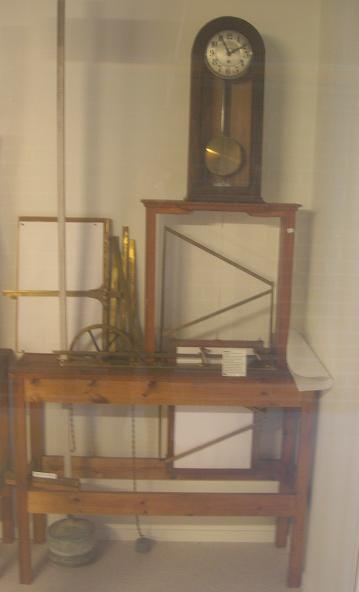
Mareograf

En mareograf är en automatisk anordning som mäter variationer i havsvattenståndet. Ifall vattenståndet mäts i insjöar kallas denna apparatur limniograf.
Mareografen på fotot är tillverkad efter förebild från Pola i dåvarande Österrike-Ungern. Instrumentet användes under åren 1886 till 1966. Tillverkningskostnaden 1886 var 545 kronor. Skivan med diagrampappret fungerar som lod till urverket. Vattenståndsändring överförs från flottören via stång, kedja, hjul och kuggstång till vänstra pennan. Den högra pennan markerar varje hel timme. 
Efter ett statsbesök i Preussen beslöt den svenske kungen Oscar II att ett antal mareografer skulle anläggas runt den svenska kusten. Senare installerades tio mareografer inuti klassiska åttakantiga hus på följande platser: Ratan, Furuögrund, Draghällan, Svenska Björn, Stockholm-Skeppsholmen, Landsort, Kungsholms fort, Ystad, Varberg och Smögen. 
Vattenståndsvärdena från diagrampappren (mareogram) har överförts till digital form och lagras idag i en databas på SMHI, som idag har det nationella ansvaret för mätning av havsvattenstånd. Stationsnätet består idag av 23 stationer längs den svenska kusten.
En av de första mareograferna i Sverige var pegelhuset i Ystad, där mätningar utfördes från 1886 till 1987.

## Galleri

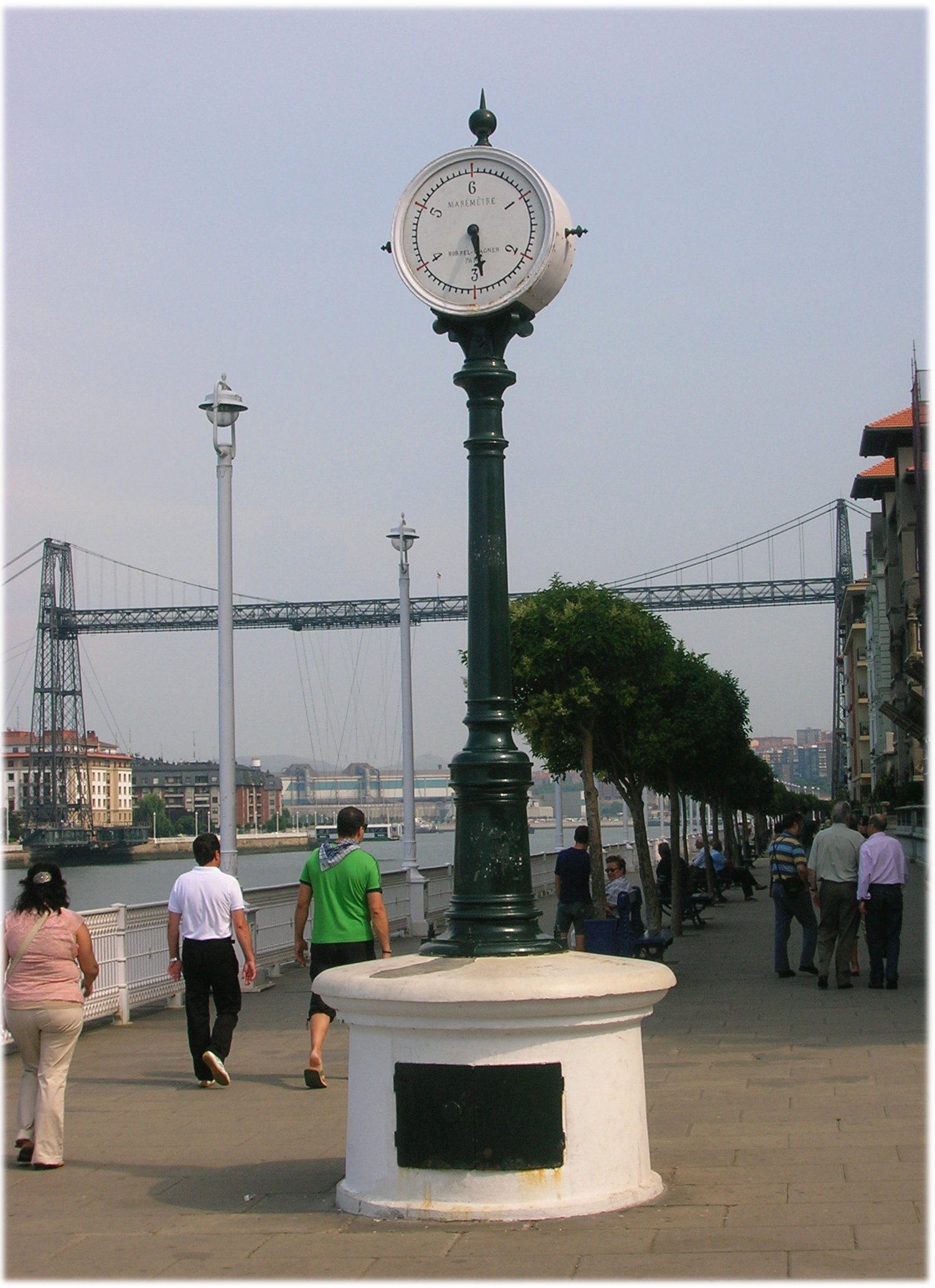
Pegel i Portugalete (nära Bilbao)
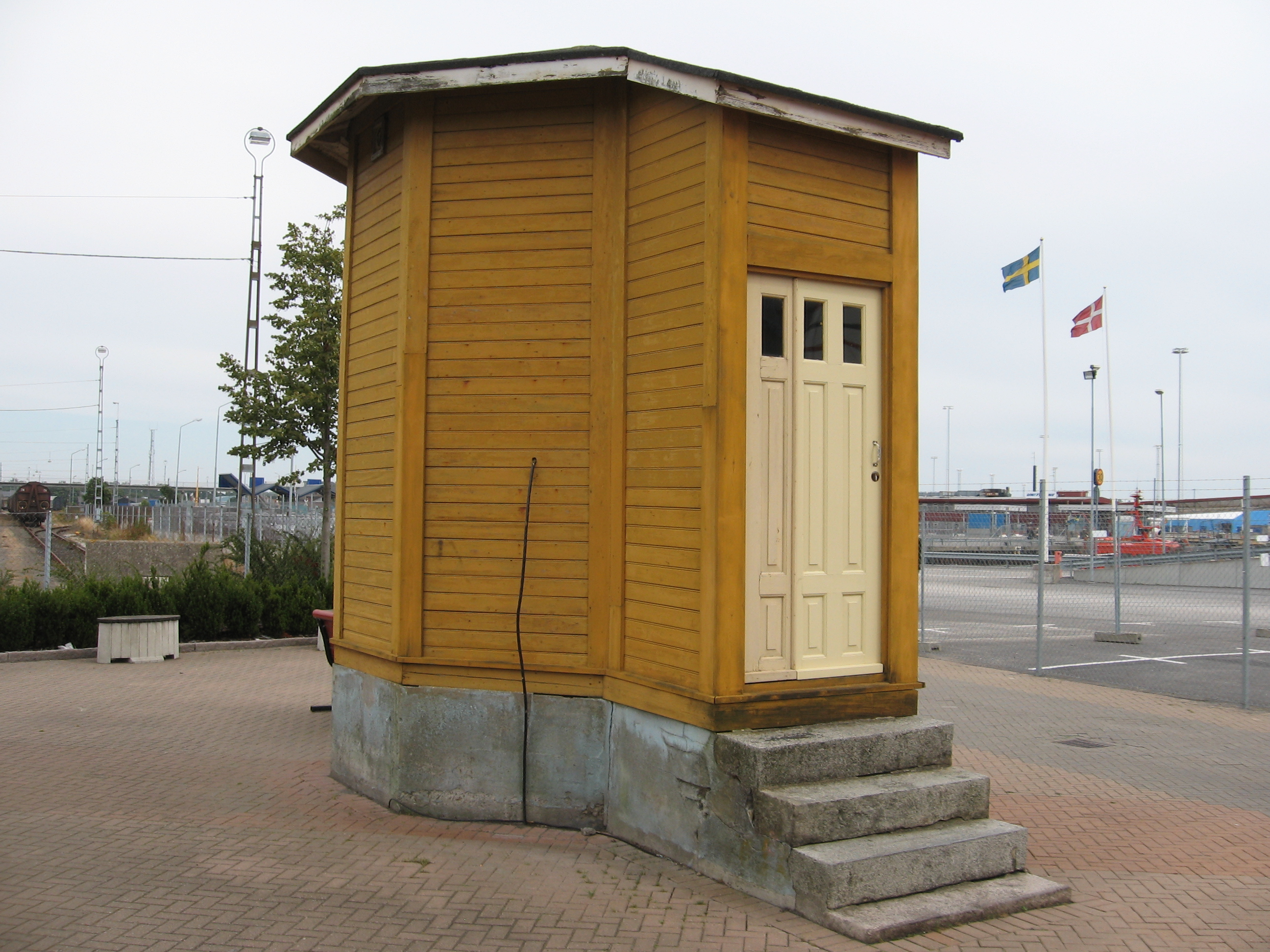
Mareografen i Ystad
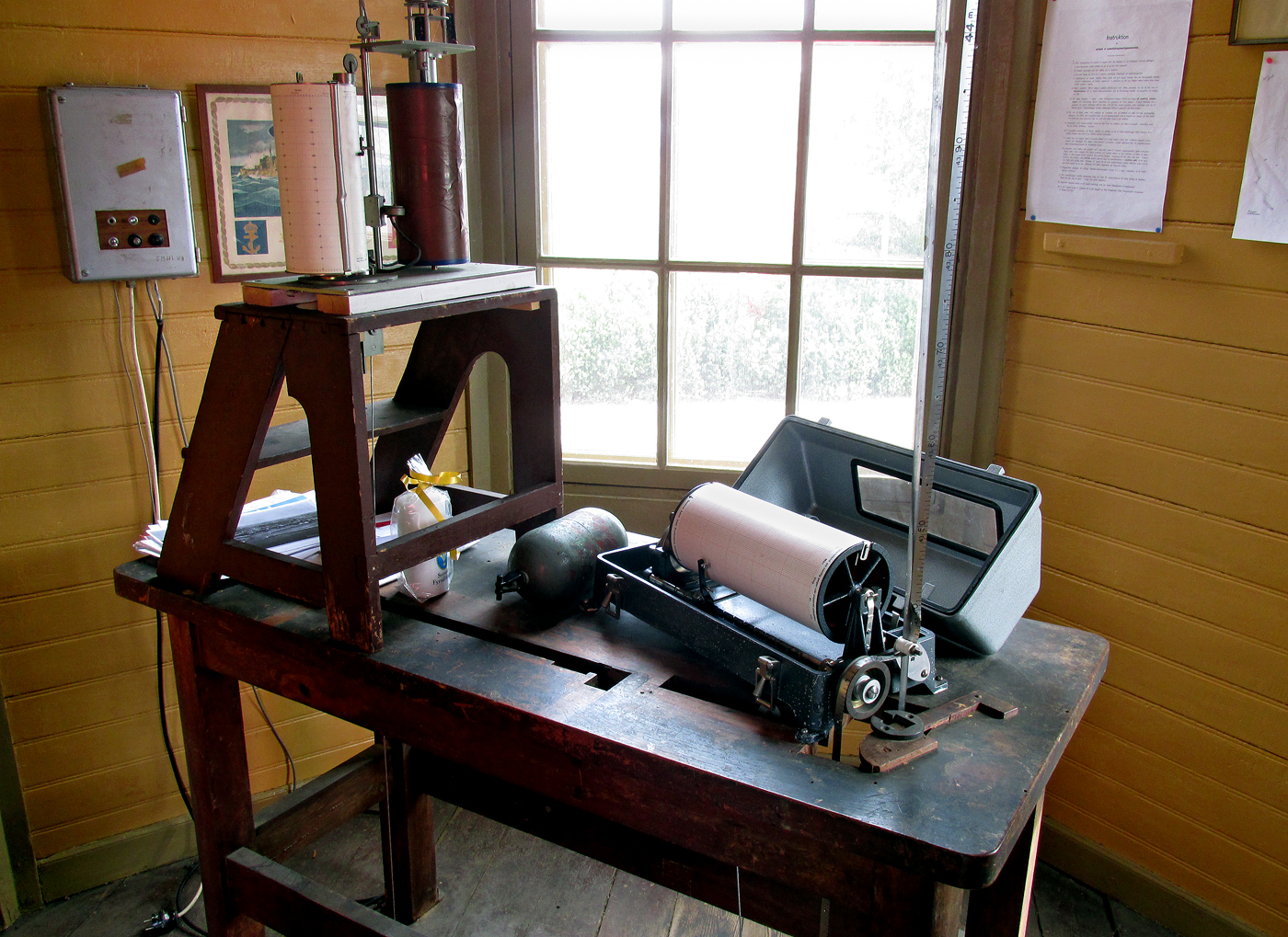
Pegel i "pegelhuset" vid Ystads gamla fyr.
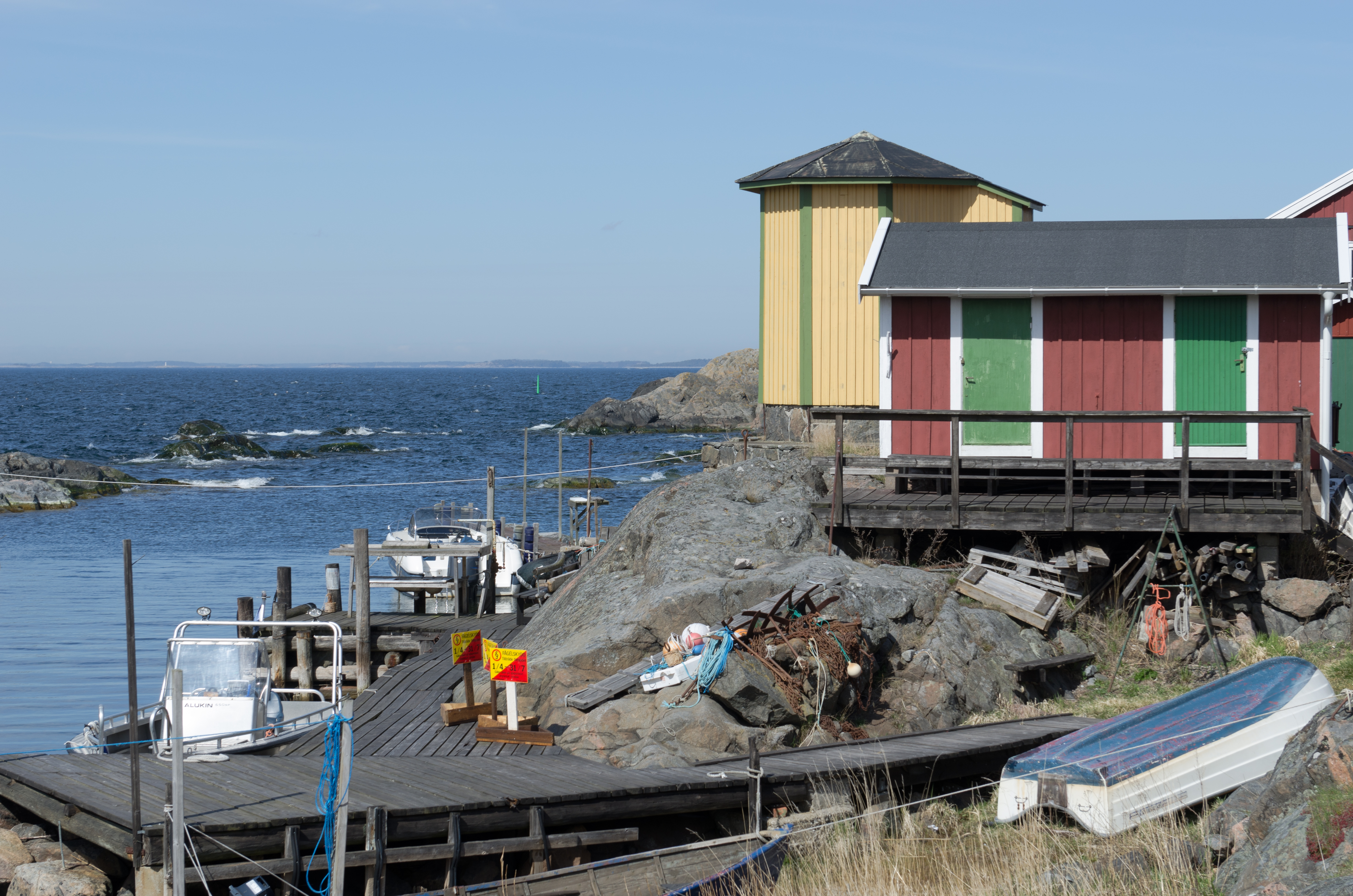
Mareografen på Öja (Landsort) använd 1886-2006